# Сафронов, Владимир Дмитриевич
Владимир Дмитриевич Сафронов (1930 — ?) — советский хозяйственный и политический деятель.

## Биография
Родился в 1930 году. Член КПСС.
Окончил Одесский институт инженеров морского флота и Хабаровскую заочную высшую партийную школу.
- В 1954—1957 гг. — дежурный диспетчер, старший инженер, старший диспетчер Восточного морского арктического пароходства.
- В 1957—1959 гг. — старший диспетчер Дальневосточного морского пароходства.
- В 1959—1961 гг. — заместитель представителя пароходства Представительства Дальневосточного морского пароходства при Торгпредстве СССР в Китайской Народной Республике.
- В 1961—1972 гг. — главный диспетчер, заместитель начальника, начальник Владивостокского морского торгового порта.
- В 1972—1975 гг. — председатель исполкома Владивостокского городского Совета народных депутатов.
- В 1975—1978 гг. — первый секретарь Владивостокского горкома КПСС.
- В 1978—1984 гг. — секретарь Приморского крайкома КПСС.
- В 1984—1987 гг. — второй секретарь Приморского крайкома КПСС.

Избирался депутатом Верховного Совета РСФСР 11-го созыва.
Делегат XXV и XXVII съездов КПСС.
Жил в Москве.